# Albert von Werder (General, 1826)
Albert Friedrich August Franz von Werder (* 8. Mai 1826 in Koblenz; † 18. Juni 1888 in Nieder-Heyersdorf, Kreis Fraustadt) war ein preußischer Generalmajor.

## Leben

### Herkunft
Albert entstammte dem Hause Brettin des brandenburgischen Uradelsgeschlechts von Werder. Er war der älteste Sohn des gleichnamigen preußischen Oberst Albert von Werder (1793–1877) und dessen Ehefrau Julie, geborene von Münchhausen (1805–1875).

### Militärkarriere
Nach dem Besuch der Bürgerschulen in Köln und Halberstadt trat Werder am 6. Dezember 1845 als Musketier in das 26. Infanterie-Regiment der Preußischen Armee ein. Er avancierte Mitte September 1848 zum Sekondeleutnant, war von Februar 1855 bis Mai 1859 als Adjutant des 4. kombinierten Reserve-Bataillons kommandiert und stieg Anfang Februar 1858 zum Premierleutnant auf. Ab Ende Oktober 1859 war Werder als Kompanieführer beim III. Bataillon im 26. Landwehr-Regiment in Neu-Haldensleben kommandiert. Anschließend wurde er am 1. Juni 1860 in das 3. Magdeburgische Infanterie-Regiment Nr. 66 versetzt und avancierte Mitte Dezember 1860 zum Hauptmann und Kompaniechef.
In dieser Eigenschaft nahm Werder 1866 während des Krieges gegen Österreich an der Schlacht bei Königgrätz sowie dem Gefecht bei Pressburg teil und wurde für sein Wirken mit dem Roten Adlerorden IV. Klasse mit Schwertern ausgezeichnet. Bei der Mobilmachung anlässlich des Krieges gegen Frankreich wurde er Ende Juli 1870 unter Beförderung zum Major seinem Regiment aggregiert und zunächst als Kommandeur des Ersatz-Bataillons verwendet. Ab Mitte Oktober 1870 war er Führer des Füsilier-Bataillons und nahm an der Belagerung von Paris sowie dem Gefecht bei Épinay-sur-Seine teil, ohne sich jedoch besonders auszeichnen zu können.
Nach dem Vorfrieden von Versailles wurde Werder Ende März 1871 zum Kommandeur des II. Bataillons ernannt und stieg als solcher bis Mitte Juni 1879 zum Oberst auf. Am 23. Oktober 1879 erfolgte mit dem Rang und den Gebührnissen eines Regimentskommandeurs seine Versetzung mit seiner bisherigen Uniform zu den Offizieren von der Armee. Unter Stellung à la suite seines Regiments wurde er am 14. Februar 1880 zum Kommandanten von Kolberg ernannt und anlässlich des Ordensfestes im Januar 1881 mit dem Roten Adlerorden III. Klasse mit Schleife und Schwertern am Ringe ausgezeichnet. In Genehmigung seines Abschiedsgesuches wurde Werder mit dem Charakter als Generalmajor und mit Pension am 6. Dezember 1884 zur Disposition gestellt.

### Familie
Werder verheiratet sich am 29. Oktober 1859 in Magdeburg mit Dorothea von Berswordt (1828–1892). Aus der Ehe gingen die Söhne Kurt (* 1861) und Ulrich (1862–1920) sowie die Tochter Anna (* 1864) hervor.